# August Spanuth
August Spanuth (Brinkum, 15 de març de 1857 - 9 de gener de 1920) fou un pianista i pedagog musical alemany.
Estudià en el Conservatori Hoch, de Frankfurt i després residí a Colònia i Brema. L'any 1886 marxà a Amèrica, on actuà algun temps com a pianista; més tard fou professor del Conservatori de Chicago i de 1893 a 1906 exercí la crítica musical en la Staatszeitung de Nova York. El 1906 s'establí a Berlín com a professor del Conservatori Stern i director de la revista Signale für die musikalische Welt, que adquirí un gran desenvolupament.
Se li deu: Preparatory Piano Exercises; Essential Piano Technics; Liszt's Piano Compositions i Methodik des Klavierpiels, en col·laboració amb Xaver Scharwenka.